# La Maison des sept jeunes filles (roman de Simenon)
La Maison des sept jeunes filles est un roman de Georges Simenon, paru en 1941.

## Résumé
Huguette, une des sept filles de M. Adelin, a invité un jeune homme, Gérard Boildieu, à prendre le thé. C'est un événement dans la famille, car si Gérard se décidait à épouser Huguette, ce serait la fin des ennuis de M. Adelin. En effet, Gérard est riche et pourrait ainsi aider son beau-père à rembourser l'emprunt qu'il a contracté auprès de M. Rorive pour l'achat de sa maison. Mais Gérard est un garçon mou, qui craint sa mère et n'est pas décidé à grand-chose. 
M. Rorive est un créancier peu délicat. Afin de surveiller ses intérêts, il s'incruste dans la famille Adelin. Il se permet d'espionner les jeunes filles pour rapporter leurs faits et gestes à leur père : la visite successive de Rolande et de Roberte au domicile de Gérard Boildieu l'amène à mettre en doute le futur mariage de Huguette. M. Adelin, excédé par ce manège, met à la porte Rorive qui lui envoie alors l'huissier, et c'est le drame. 
La plus jeune des filles, Colette, va sauver la situation : plutôt que d'épouser M. Rorive, qui lui a proposé le mariage en compensation de la dette de son père, elle va, par un subterfuge, amener Gérard à lui déclarer son amour et à l'épouser. Ainsi, tout s'arrangera.

## Aspects particuliers du roman
Le récit, assez bref, se déroule sur un mode vif en raison du grand nombre de scènes dialoguées.  

## Fiche signalétique de l'ouvrage

### Cadre spatio-temporel

#### Espace
Caen.

#### Temps
Époque contemporaine.

### Les personnages

#### Personnage principal
Guillaume Adelin. Professeur d’histoire au lycée de Caen. Marié, sept filles. Age mûr.

#### Autres personnages
- Mme Adelin, épouse de Guillaume Adelin
- Les sept demoiselles Adelin, dont les âges s’échelonnent entre 16 et 27 ans
- M. Rorive, ancien négociant, veuf, la soixantaine
- Gérard Boildieu, étudiant.

## Éditions
- Prépublication en feuilleton dans l'hebdomadaire Votre Bonheur, n° 1-12 du 13 février au 30 avril 1938
- Édition originale : Gallimard, 1941
- Tout Simenon, tome 22, Omnibus, 2003  (ISBN 978-2-258-06107-1)
- Folio Policier n° 446, 2006 (suivi du Châle de Marie Dudon) (ISBN 978-2-07-034169-6)
- Romans durs, tome 5, Omnibus, 2012  (ISBN 978-2-258-09359-1)
- Romans durs, tome 5, Omnibus, 2023  (ISBN 978-2-258-20262-7)

## Adaptations
- 1942 : La Maison des sept jeunes filles, film français du réalisateur belge Albert Valentin, avec André Brunot et Jean Tissier

## Source
- Maurice Piron, Michel Lemoine, L'Univers de Simenon, guide des romans et nouvelles (1931-1972) de Georges Simenon, Presses de la Cité, 1983, p. 96-97  (ISBN 978-2-258-01152-6)